# Huntichmul II

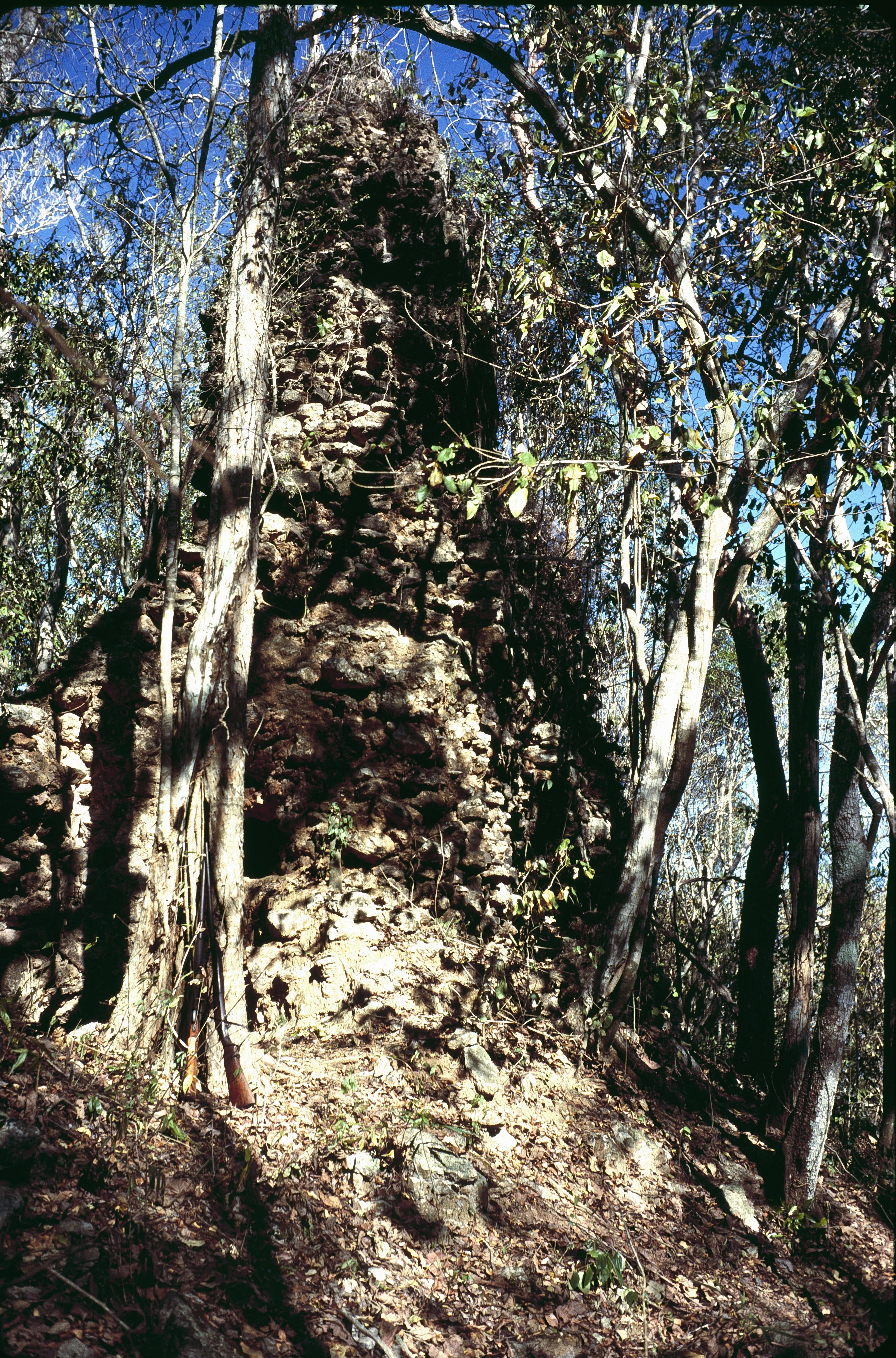
Seitenansicht des Hauptgebäudes

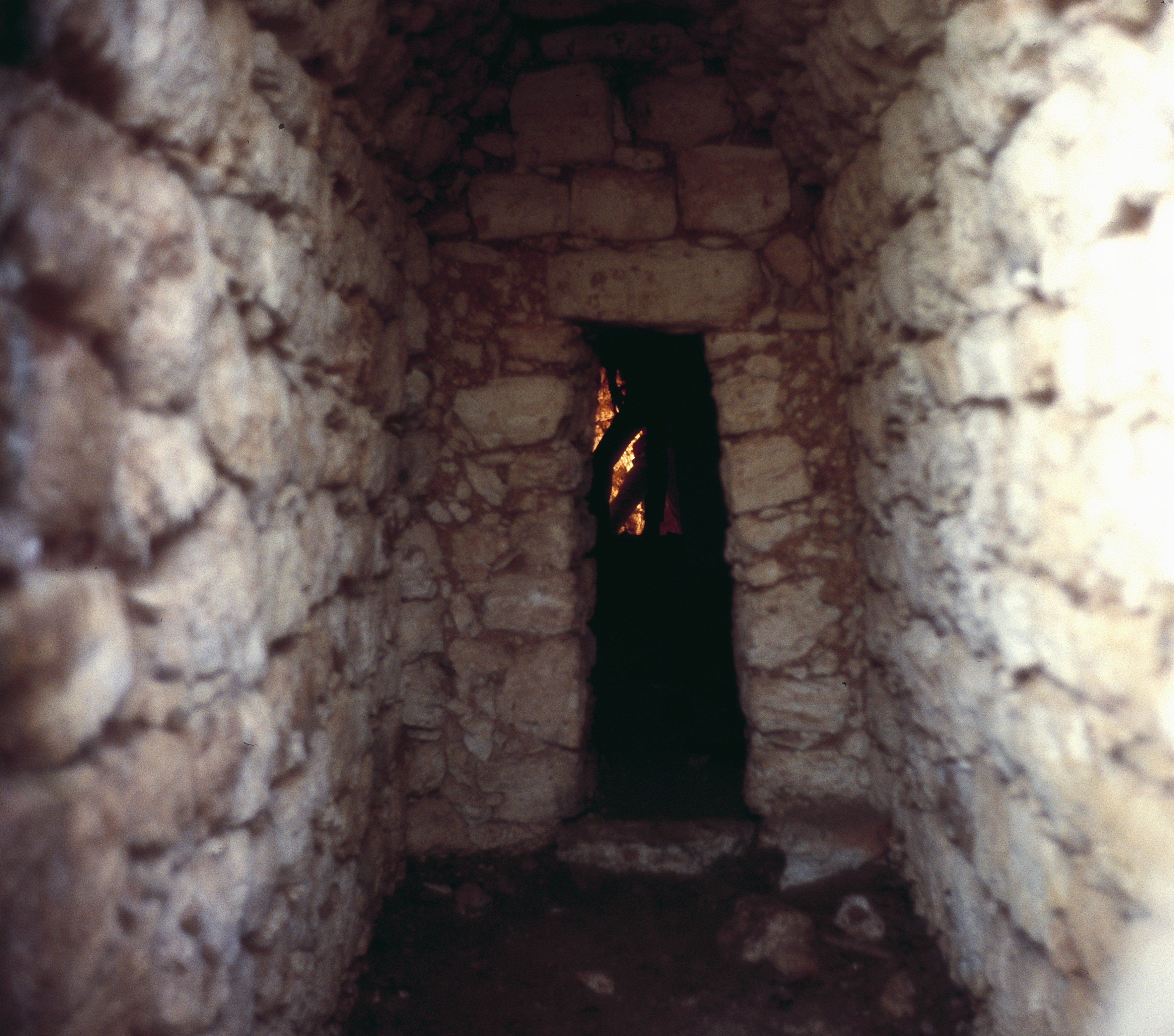
Seitenraum der oberen Ebene

Huntichmul II ist eine im mexikanischen Bundesstaat Campeche gelegene kleine Ruinenstätte der Maya. Sie gehört zu der kleinen Gruppe nur unzureichend bekannter Fundorte im Grenzbereich zwischen Campeche, Yucatán und Quintana Roo. Der Fundort wurde erstmals von Teobert Maler im Jahre 1894 aufgesucht und ausführlich beschrieben. Ein späterer und offenbar bisher letzter Besuch erfolgte 1986 durch eine internationale Gruppe. Der Ort liegt ungefähr 25 bis 30 km nordnordöstlich von Xmabén, die genaue Lage des Fundortes ist nicht bestimmt, weitergehende Untersuchungen und Grabungen haben bisher nicht stattgefunden.
Wichtigstes und vermutlich einziges stehendes Bauwerk ist ein von Maler als Wandtempel bezeichnetes Gebäude. Er besteht aus einer dicken Mauer, die nach oben hin in zwei kleine Scheingebäude ohne Innenraum ausläuft, zwischen denen eine etwas niedrigere Plattform liegt. Im Inneren der dicken Mauer liegen übereinander zwei Reihen von je drei Räumen. Der Zugang zur unteren Reihe erfolgte durch einen niedrigen, mit Stufen versehenen Durchgang von Räumen auf der Vorderseite, die zu Malers Zeit schon weitestgehend zerfallen waren. Ein originaler Zugang zur oberen Reihe der Räume bestand offenbar nicht. Das Mauerwerk ist für die Region charakteristisch aus nur grob behauenen Steinen ausgeführt, an Stelle des Mörtels wurde ein Erdgemisch verwendet. Der übliche Stucküberzug der Wände fehlt ebenfalls. Das gesamte Gebäude steht auf einer Plattform, von der nach Malers Interpretation auf beiden Seiten je eine Treppe zu der kleinen Plattform zwischen den Türmen hinaufführte.
Obwohl genauere Untersuchungen fehlen, ist eine stilistische Verbindung zum Rio-Bec-Stil eindeutig.